# Howard Owen
Howard Owen (Fayetteville, 1º marzo 1949) è uno scrittore statunitense.

## Biografia
Nato nel 1949 a Fayetteville, ha compiuto gli studi all'Università della Carolina del Nord a Chapel Hill (B.A. nel 1971) e alla Virginia Commonwealth University (M.A. nel 1981).
Dopo aver lavorato come cronista sportivo, nel 1992 ha esordito nella narrativa poliziesca con il romanzo Littlejohn, ricevendo un buon riscontro di critica e vendendo circa 50000 copie.
È principalmente noto per la serie avente per protagonista il giornalista Willie Black, il cui primo capitolo, Oregon Hill, uscito nel 2012, è stato insignito l'anno successivo dell'Hammett Prize.

## Opere

### SerieLittlejohn McCain
- Littlejohn (1992)
- Rock of Ages (2006)

### SerieWillie Black
- Oregon Hill (2012), Milano, NNE, 2020 traduzione di Chiara Baffa ISBN 978-88-94938-76-0.
- Il country club (The Philadelphia Quarry, 2013), Milano, NNE, 2021 traduzione di Chiara Baffa ISBN 979-12-80284-12-9.
- Il segreto di Frannie (Parker Field, 2014), Milano NNE, 2022 traduzione di Chiara Baffa ISBN 979-12-80284-63-1.
- The Bottom (2015)
- Grace (2016)
- The Devil's Triangle (2017)
- Scuffletown (2019)
- Evergreen (2019)
- Belle Isle (2020)

### Altri romanzi
- Fat Lightning (1994)
- Answers to Lucky (1996)
- The Measured Man (1997)
- Harry and Ruth (2000)
- The Rail (2002)
- Turn Signal (2004)
- The Reckoning (2010)
- Annie's Bones (2018)

## Premi e riconoscimenti
- Hammett Prize: 2013 vincitore con Oregon Hill